# Stanze di Raffaello

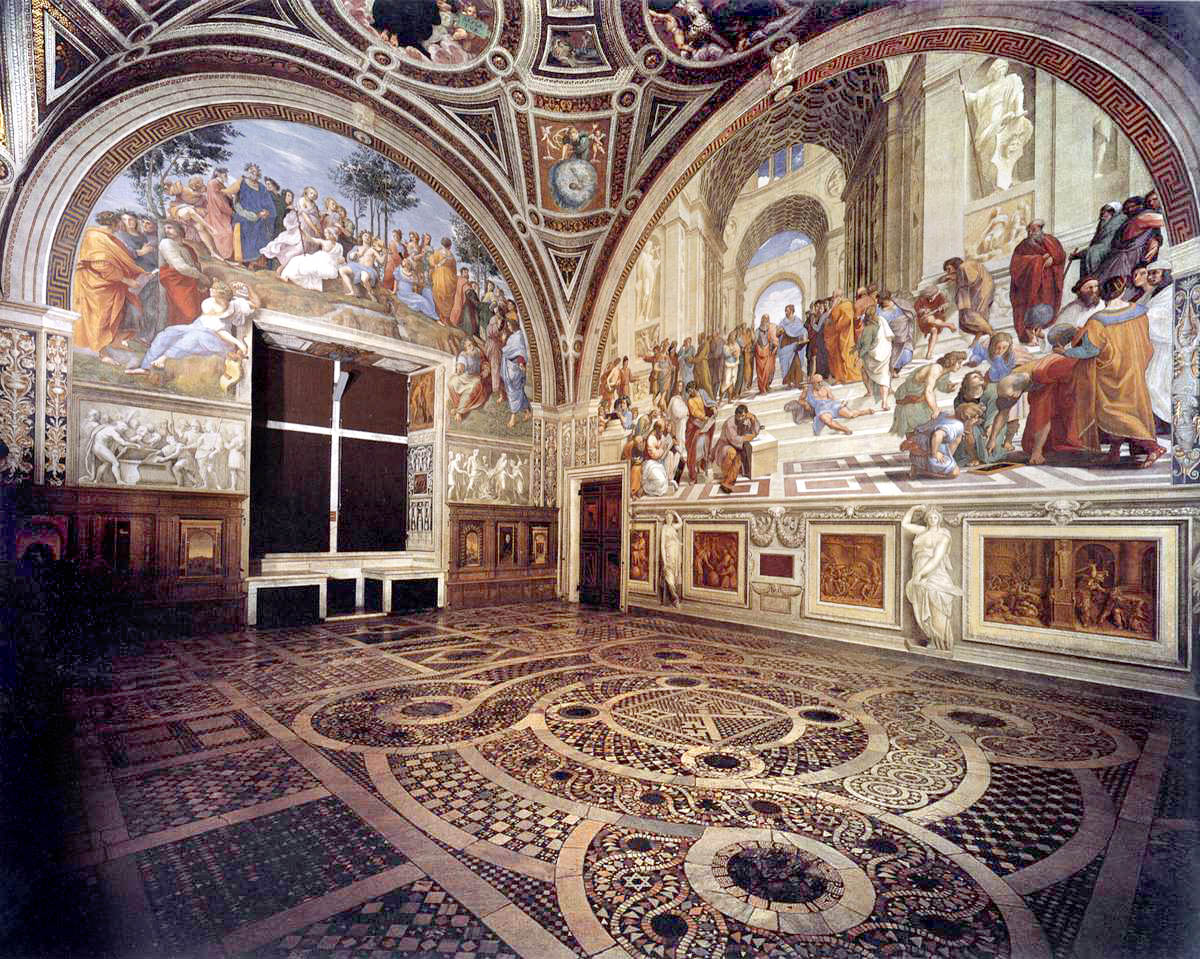
De Stanza della Segnatura

De vier Stanze di Raffaello (Kamers van Rafaël) in het Apostolisch Paleis in het Vaticaan zijn vier kamers in het publieke gedeelte van het paleis, die bekend zijn geworden door de fresco’s van Rafaël Santi en zijn assistenten/leerlingen. De opdracht voor de decoratie van deze kamers werd rond 1508 gegeven aan de kunstenaar door paus Julius II. Hiermee wilde Julius II de pauselijke vertrekken van zijn voorganger paus Alexander VI qua grandeur overtreffen. In 1531 was het hele project voltooid.
Rafaël Santi’s eerste fresco, de School van Athene, liet een grote indruk na bij paus Julius II, die daarop besloot de kunstenaar de supervisie te geven over alle decoraties. Op 4 oktober 1509 werd hij benoemd tot ‘’scriptor brevium’’, wat garant stond voor een jaargeld maar hem tevens tot pauselijk hoveling maakte..
De fresco’s zijn alle vervaardigd rondom een bepaald thema, waarbij de macht van de kerk en de rol van de paus in het verkrijgen van die macht centraal staan. Als eerbetoon aan zijn mecenas(sen) voert Rafaël dan ook op diverse fresco’s Julius II, Leo X en Clemens VII (laatstgenoemde door leerlingen) op als toeschouwer (De verdrijving van Heliodorus uit de tempel, Julius II), hoofdpersoon (De mis in Bolsena, Julius II) of als verbeelding van een vroegere paus (De ontmoeting van Leo de Grote met Atilla, geportretteerd wordt Leo X).

## Sala di Costantino
Deze kamer werd door de paus gebruikt voor recepties en officiële ontvangsten.
|                           |                               |
| Het visioen van het Kruis | De Slag bij de Milvische Brug |
|                           |                               |
| De Donatio Constantini    | De doop van Constantijn       |

De kamer is gewijd aan de overwinning van het christendom over de heidenen. Hierbij werd het leven van keizer Constantijn centraal gesteld. De kamer werd volledig door medewerkers uit het atelier van Rafaël gedecoreerd, daar Rafaël al overleden was. Tot de schilders behoorden Giulio Romano, Gianfrancesco Penni en Raffaellino del Colle.
Fresco’s in deze kamer zijn:
- Het visioen van het Kruis: Het moment waarop volgens de legende een kruis aan de hemel verscheen toen Constantijn oog in oog kwam te staan met zijn rivaal Maxentius.
- De Slag bij de Milvische Brug: De slag tussen de legers van Constantijn en Maxentius op 28 oktober 312.
- De Donatio Constantini (Schenking van Constantijn): Hierbij draagt Constantijn het wereldlijke oppergezag over aan paus Sylvester I.
- De doop van Constantijn: De bekering van Constantijn tot het christendom.

## Stanza di Eliodoro
De plaats waar de paus privé audiënties hield.
|                                             |                               |
| De verdrijving van Heliodorus uit de tempel | De bevrijding van Sint-Petrus |
|                                             |                               |
| De ontmoeting tussen Leo de Grote en Atilla | De mis in Bolsena             |

Thema van deze kamer is de Hemelse bescherming die gegeven was aan de kerk. Alle fresco’s zijn voornamelijk van de hand van Rafaël Santi en behandelen vier onderwerpen:
- De verdrijving van Heliodorus uit de tempel: Gebaseerd op een verhaal uit het Oude Testament, waarbij Heliodorus, die de schatten uit de tempel tracht te roven, wordt verdreven door goddelijke bodes.
- De bevrijding van Sint Petrus: De apostel Petrus, in gevangenschap onder koning Herodes Agrippa I, wordt door een engel bevrijd.
- De ontmoeting tussen Leo de Grote en Atilla: De paus Leo I weet hierbij, met hulp van de heiligen Petrus en Paulus, Atilla te weerhouden de stad Rome te veroveren.
- De mis in Bolsena: Hierbij wordt het wonder in Bolsena (1263) verbeeld, waarbij een hostie begon te bloeden en waardoor het bewijs werd geleverd voor de Transsubstantiatie, de verandering van brood en wijn in het lichaam en bloed van Christus.

## Stanza della Segnatura
In deze kamer bevond zich de bibliotheek van de paus; tevens deed de kamer dienst als studeerkamer.
|                                  |                      |
| Dispuut van het Heilig Sacrament | De School van Athene |
|                                  |                      |
| Parnassus                        | Kardinale deugden    |

Het thema van deze kamer is de wereldlijke en spirituele wijsheid en de harmonie tussen de christelijke leer en de Griekse filosofie. Dit was de eerste kamer die door Rafaël werd gedecoreerd en bevat de volgende 4 fresco’s:
- Dispuut van het Heilig Sacrament: De kerk die hemel en aarde met elkaar verbindt.
- De School van Athene: Hierin wordt uitgedrukt dat de waarheid verkregen wordt door de rede.
- Parnassus: Gewijd aan de literatuur, waarbij schrijvers samenkomen op de berg Parnassus in aanwezigheid van de god Apollo en de muzen
- Kardinale deugden: Door middel van allegorieën worden standvastigheid, voorzichtigheid en gematigdheid verbeeldt.

## Stanza dell’incendio del Borgo
Kamer was oorspronkelijk bedoeld voor de rechtspraak, maar werd door paus Leo X gebruikt als eetkamer.
|                    |                               |
| De eed van Leo III | De kroning van Karel de Grote |
|                    |                               |
| Brand in Borgo     | De Slag bij Ostia             |

Het thema van deze kamer was het leven van de pausen Leo III en Leo IV. Het grootste deel van de fresco’s werd uitgevoerd door de assistenten van Rafaël.
De vier fresco’s in de kamer zijn:
- De Eed van Leo III: Paus Leo III legt op eigen initiatief een eed van verlossing af, nadat hij door de neven van zijn voorganger Adrianus I beschuldigd was van wangedrag.
- De kroning van Karel de Grote: 25 december 800
- Brand in Borgo: Een brand die uitbrak in het district Borgo wordt bedwongen door de zegening van paus Leo IV. Hier kunnen ook het einde van de Trojaanse Oorlog en de mythische figuur Aeneas in gezien worden.
- De Slag bij Ostia: De gewonnen zeeslag door paus Leo IV, waarbij de Saracenen verslagen werden (849)